# 語言代碼
語言代碼（或語言編碼）是一組用來代表語言的代碼。語言代碼是由字母或數字組成的短字串，用於分類圖書館典藏、電腦程式上的本地化和翻譯等用途。

## 語言代碼標準
- ISO 639
- ISO 639-1
- ISO 639-2
- ISO 639-3
- SIL代號
- 万维网联盟的IETF語言標籤